# AFL 1961
Die AFL-Saison 1961 war die zweite Saison der American Football League. In dieser Saison zogen die Los Angeles Chargers nach San Diego. Diese dominierten dank einer starken Passverteidigung, welche in den vierzehn Regular-Season-Spielen 49 Interceptions und sechs weitere in den Play-offs fing, die Liga und beendeten die Regular Season nach den ersten elf siegreichen Spielen mit zwölf Siegen und zwei Niederlagen, womit sie ihre Division gewannen. Im AFL Championship Game trafen sie auf die Houston Oilers, welche in dieser Saison mehrere Offensivrekorde aufstellten. Dieses durch dreizehn Turnover geprägte Spiel gewannen die Oilers mit 10:3.
In dieser Saison kam es auch zum umstrittenen Sieg der Boston Patriots gegen die Dallas Texans vom 3. November 1961. Beim Stand von 21:28 für die Patriots standen die Texans zu einem finalen Spielzug an der 1-Yard-Linie als plötzlich ein Patriots-Fan auf das Spielfeld lief und den Pass von Texans-Quarterback Cotton Davidson abwehrte.

## Regular Season

### Spielergebnisse
| Home/Road | Home/Road          | Eastern Division | Eastern Division | Eastern Division | Eastern Division | Western Division | Western Division | Western Division | Western Division |
| Home/Road | Home/Road          | BOS              | BUF              | HOU              | NY               | DAL              | DEN              | OAK              | SDC              |
| --------- | ------------------ | ---------------- | ---------------- | ---------------- | ---------------- | ---------------- | ---------------- | ---------------- | ---------------- |
| Eastern   | Boston Patriots    |                  | 52:21            | 31:31            | 20:21            | 28:21            | 45:17            | 20:17            | 27:38            |
| Eastern   | Buffalo Bills      | 21:23            |                  | 16:28            | 41:31            | 27:24            | 10:22            | 22:31            | 11:19            |
| Eastern   | Houston Oilers     | 27:15            | 12:22            |                  | 49:13            | 38:7             | 45:14            | 55:0             | 33:13            |
| Eastern   | New York Titans    | 37:30            | 21:14            | 21:48            |                  | 28–7             | 35–28            | 23–12            | 10–25            |
| Western   | Dallas Texans      | 17:18            | 20:30            | 26:21            | 35:24            |                  | 49:21            | 43:11            | 10:26            |
| Western   | Denver Broncos     | 24:28            | 10:23            | 14:55            | 27:10            | 12:19            |                  | 27:24            | 16:19            |
| Western   | Oakland Raiders    | 21:35            | 21:26            | 16:47            | 6:14             | 35:42            | 33:19            |                  | 10:41            |
| Western   | San Diego Chargers | 0:41             | 28:10            | 34:24            | 48:13            | 24:14            | 37:0             | 44:0             |                  |

### Tabelle
| AFL Eastern Division | AFL Eastern Division | AFL Eastern Division | AFL Eastern Division | AFL Eastern Division |
| Mannschaft           | S                    | N                    | U                    | Siegquote            |
| -------------------- | -------------------- | -------------------- | -------------------- | -------------------- |
| Houston Oilers       | 10                   | 3                    | 1                    | 0,769                |
| Boston Patriots      | 9                    | 4                    | 1                    | 0,692                |
| New York Titans      | 7                    | 7                    | 0                    | 0,500                |
| Buffalo Bills        | 6                    | 8                    | 0                    | 0,429                |

| AFL Western Division | AFL Western Division | AFL Western Division | AFL Western Division | AFL Western Division |
|                      | S                    | N                    | U                    | Siegquote            |
| -------------------- | -------------------- | -------------------- | -------------------- | -------------------- |
| San Diego Chargers   | 12                   | 2                    | 0                    | 0,857                |
| Dallas Texans        | 6                    | 8                    | 0                    | 0,429                |
| Denver Broncos       | 3                    | 11                   | 0                    | 0,214                |
| Oakland Raiders      | 2                    | 12                   | 0                    | 0,143                |